# Ariane Labed
Ariane Labed (ur. 8 maja 1984 w Atenach) – francuska aktorka filmowa.
Zasiadała w jury sekcji "Cinéfondation" na 71. MFF w Cannes (2018).

## Filmografia
- 2015: Lobster
- 2013: Spiritismes
- 2013: Przed północą jako Anna
- 2012: The Capsule
- 2011: Alpy
- 2010: Attenberg jako Marina

## Nagrody
Za rolę Mariny w filmie Attenberg  (2010) Athiny Rachel Tsangari została uhonorowana Pucharem Volpiego dla najlepszej aktorki na 67. MFF w Wenecji.